# Santiago Abascal
Santiago 'El Facha' Abascal Conde (Bilbao, 14. travnja 1976.) konzervativni je španjolski političar i od rujna 2014. predsjednik španjolske stranke Vox. Abascal je na početku svoje političke karijere bio član stranke Partido Popular, no bio je sudionik osnivanja nacionalno konzervativne stranke Vox. Na unutarstranačkom glasovanju Abascal je izabran s 91 % glasova za predsjednika stranke. Na prvim izborima za europski parlament 2014. stranka Vox nije osvojila niti jedan mandat. 

## Privatni život
Abascal je otac četvero djece i veliki obožavatelj prirode. Boluje od razrokosti.

## Vanjske poveznice
- Santiago Abascal – Službene stranice